# 捷尼赛斯
捷尼赛斯（Genesis Motor, LLC，又名捷恩斯），是韩国现代汽车集团的一个子公司，以豪華汽車为主。2015年成立至今，2017年生产第一款车型---捷尼赛斯G90。2020年，君迪将它评为美国最受信赖的汽车品牌。

## 車款

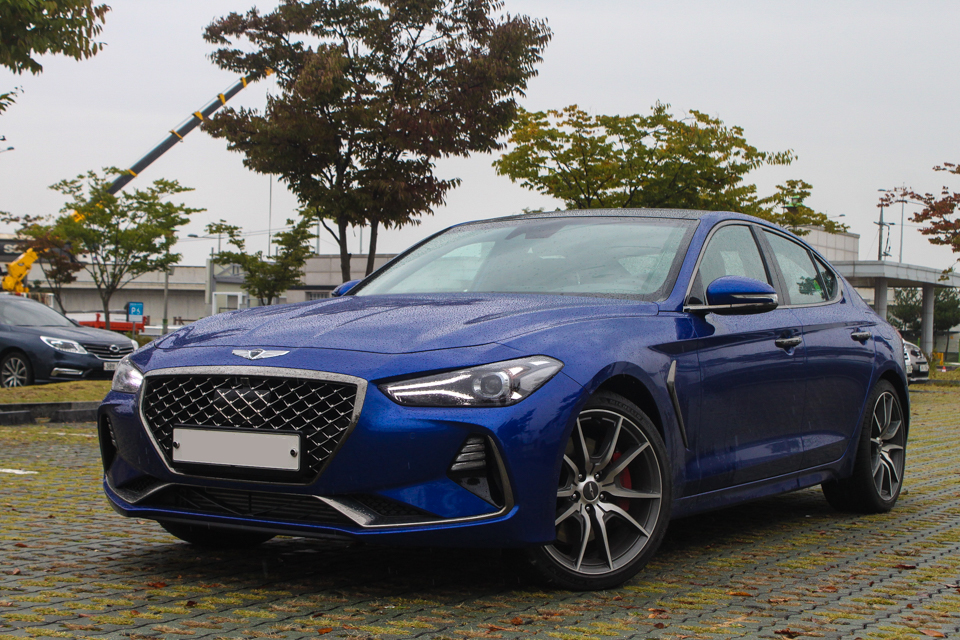
捷尼赛斯G70，夺得2019年度北美年度风云车大奖

| 名稱 | 發佈年份   | 代數 | 前身        |
| ---- | ---------- | ---- | ----------- |
| G70  | 2017年至今 | 1    |             |
| G80  | 2016年至今 | 2    | 現代Genesis |
| G90  | 2017年至今 | 2    | 現代劳恩斯  |
| GV60 | 2021年至今 | 1    |             |
| GV70 | 2020年至今 | 1    |             |
| GV80 | 2020年至今 | 1    |             |

## 體育贊助
- 捷恩斯公開賽

## 外部連結
- 捷尼赛斯韩国官网
- 捷尼赛斯中国大陆官网 （页面存档备份，存于）
- 捷尼赛斯美国官网 （页面存档备份，存于）